# Ocyptamus coeruleus
Ocyptamus coeruleus är en tvåvingeart som först beskrevs av Samuel Wendell Williston  1891.  Ocyptamus coeruleus ingår i släktet Ocyptamus och familjen blomflugor. Inga underarter finns listade i Catalogue of Life.